# Manuel António Mendes dos Santos
Manuel António Mendes dos Santos (Lamego (Portugal), 20 maart 1960) is een rooms-katholiek bisschop in Sao Tomé en Principe.
Mendes dos Santos werd op zijn 20e lid van de Missionary Sons of the Immaculate Heart of Mary en op zijn 25e werd hij door António de Castro Xavier Monteiro tot priester gewijd. Op 1 december 2006 werd hij benoemd tot bisschop van het bisdom Sao Tomé en Principe en op 17 februari 2007 werd hij tot bisschop gewijd. Hij volgde Abílio Rodas de Sousa Ribas op. In 2022 ging hij met emeritaat. 